# Panthère blanche
Pour les articles homonymes, voir White Panther.
Ne doit pas être confondu avec la Panthère des neiges.

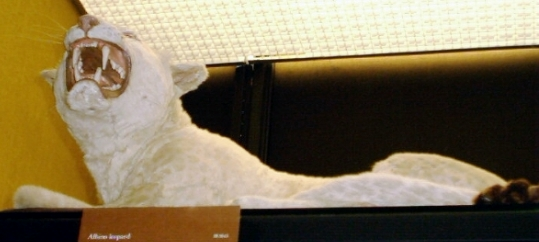
Une panthère albinos taxidermisée au Natural History Museum at Tring, au Royaume-Uni.

La panthère blanche est un Léopard (Panthera pardus) atteint de leucisme ou d'albinisme, qui sont des mutations génétiques lui conférant une robe globalement blanche. Elle peut désigner par extension d'autres fauves anormalement blancs comme le Jaguar (P. onca) ou le Puma (Puma concolor). Phénotype extrêmement rare, un spécimen est abattu près de Dar es Salam (Tanganyika) en 1925 et il fait partie aujourd'hui des collections du musée anglais Natural History Museum at Tring.